# Stazione di Caluso
Stazione di Caluso vasútállomás Olaszországban, Caluso településen.

## Vasútvonalak
Az állomást az alábbi vasútvonalak érintik:
- Chivasso-Ivrea-Aosta-vasútvonal

## Kapcsolódó állomások
A vasútállomáshoz az alábbi állomások vannak a legközelebb:
- Stazione di Rodallo
- Stazione di Strambino
- Stazione di Candia Canavese